# Аш-Шамс
Аш-Шамс (араб. الشمس — Солнце) — девяносто первая сура Корана. Сура мекканская.  Состоит из 15 аятов.

## Содержание
В начале суры Аллах поклялся многими своими великими творениями, что тот, кто очистил свою душу от грехов верой и повиновением Аллаху, преуспеет, а тот, кто погубил душу свою неверием и совершением грехов, потерпит убыток. Приводится пример самудитов — народ Салиха, в том, что постигло их, чтобы это было назиданием и поучением всем, кто упорствует, считая посланника лжецом. Ведь когда самудиты сочли своего посланника лжецом, Аллах погубил их всех.

 Клянусь солнцем и его утренним сиянием! ۝ Клянусь луной, когда она следует за ним! ۝ Клянусь днём, когда он делает его (солнце) ясным! ۝ Клянусь ночью, когда она скрывает его (солнце)! ۝ Клянусь небом и Тем, Кто его воздвиг (или тем, как Он воздвиг его)! ۝ Клянусь землей и Тем, Кто её распростёр (или тем, как Он распростёр её)! ۝ Клянусь душой и Тем, Кто придал ей совершенный облик (или тем, как Он сделал её облик совершенным) ۝ и внушил ей порочность ее и богобоязненность! ۝ Преуспел тот, кто очистил её, ۝ и понёс урон тот, кто скрыл её (опорочил, облек в несправедливость).  ۝ Самудяне сочли лжецом пророка Салиха из-за своего беззакония, ۝ и тогда самый несчастный из них вызвался убить верблюдицу. ۝ посланник Аллаха (Салих) сказал им: «Берегите верблюдицу и питьё её!» ۝ Они сочли его лжецом и подрезали ей поджилки, и за этот грех Господь их подверг их наказанию, которое было одинаковым для всех (или сровнял над ними землю). ۝ И не опасался Он последствий этого. 
—  91:1—15 (Кулиев)